# Agrotis toisca
Agrotis toisca är en fjärilsart som beskrevs av Emilio Berio 1936. Agrotis toisca ingår i släktet Agrotis och familjen nattflyn. Inga underarter finns listade i Catalogue of Life.